# Первомайск (Чувашия)
Первома́йск (чув. Первомайски) — опустевший посёлок в составе Ибресинского муниципального округа Чувашской Республики (до 1 января 2023 года — в составе Хормалинского сельского поселения).

## География
Посёлок расположен в 130 км от города Чебоксары, столицы Чувашии, в 16 км от посёлка Ибреси, районного центра, в 16 км от ближайшей железнодорожной станции — Ибреси. Первомайск расположен на правом берегу реки Кубня на автодороге 97К-004, идущей из Ибресей через село Первомайское. Часть этой автодороги до села ранее называлась Первомайской дорогой, и в честь неё был назван посёлок.

## История
Посёлок утверждён в списке населённых пунктов 29 марта 1956 года. Возник как поселение работников 50-го квартала Муратовского лесничества Ибресинского лесхоза. Жители занимались лесозаготовками, бондарным и смолокуренным производствами. 

По состоянию на 1 мая 1981 года посёлок Первомайск Хормалинского сельсовета был в составе колхоза им. Ленина:86.
Административно-территориальная принадлежность
С даты основания находился в Ибресинском районе, кроме периода с 20 декабря 1962 года до 14 марта 1965 года, когда он был в составе Канашского сельского района. Со времени основания находился в Хормалинском сельсовете:217.

## Население
| Год  | Число жителей | Мужчин | Женщин | Дворов | Преобладающие национальности |
| ---- | ------------- | ------ | ------ | ------ | ---------------------------- |
| 1956 | 100           | ?      | ?      | ?      | ?                            |
| 1970 | 39            | 17     | 22     | ?      | ?                            |
| 1979 | 22            | 8      | 14     | ?      | чуваши, русские:217          |
| 1989 | 10            | 4      | 6      | ?      | ?                            |
| 2002 | 8             | 2      | 6      | 3      | татары (62 %), чуваши (38 %) |
| 2010 | 0             | 0      | 0      | ?      | ?                            |